# François Octave Dugas
François Octave Dugas (12 avril 1852-22 juin 1918) est un avocat, procureur de la couronne et homme politique fédéral du Québec.

## Biographie
Né à Saint-Jacques-de-l'Achigan dans la région de Lanaudière, M. Dugas étudie au Collège Sainte-Marie de Montréal et à l'Université McGill. Admis au Barreau du Québec en 1880, il pratique le droit à Joliette. Il sert ensuite comme procureur de la couronne dans le district de Joliette de 1887 à 1892 et à nouveau de 1897 à 1909. Solliciteur de la ville de Joliette de 1890 à 1900, il est entretemps nommé au Conseil du Roi en 1899.
Élu député du Parti libéral du Canada dans la circonscription fédérale de Montcalm en 1900, il est réélu en 1904 et en 1908. Il démissionne en 1909 pour devenir juge à la Cour supérieure du Québec.
Son fils, Lucien Dugas, est député provincial de Joliette et Président de l'Assemblée nationale du Québec.